# Promax Awards
PromaxBDA Promotion, Marketing & Design Awards — почётные награды в области промоушена, дизайна и маркетинга, вручаемые компаниям или частным лицам, действующим и публикующим свои продукты на соответствующих рынках.
PromaxBDA проводит общемировые конкурсы, а также в Северной Америке, Латинской Америке, Европе, Великобритании, Африке, Азии, Индии, Австралии и Новой Зеландии. Существует также конкурс на местном уровне в США и Канаде.
Награды вручаются в различных номинациях: телевизионные сети, телеканалы, кабельные сети, кабельные системы, сети радио, радиостанции, дистрибьюторы синдикаций, интерактивные медиа, а также премия Брэндона Тартикоффа.
Победителями в разное время были FX Networks, Showtime, Red Bee Media, НВО, A+E Networks, 4Creative, Les Télécréateurs Paris и Bell Media Agency.
Награды PromaxBDA Global Excellence и North America Awards ежегодно вручаются на ежегодной конференции PromaxBDA в июне, которая чередуется между Нью-Йорком и Лос-Анджелесом.

## Promax и Broadcast Design Association
Promax был создан в 1956 году как некоммерческая ассоциация специалистов продвижения и маркетинга в СМИ. В 1997 году, The Broadcast Design Association (BDA), который сотрудничала с Promax в течение многих лет на своей ежегодной конференции, официально объединилась с Promax.
Премии PromaxBDA заменила собой раздельные награды от Promax и BDA, вручавшиеся ранее. Тысячи наград PromaxBDA вручаются компаниям и частным лицам, чью работу оценивает группа профессионалов в сфере продвижения и маркетинга, по трём критериям: общий творческий подход, качество продукции и достигнутые маркетинговые цели.

## PromaxBDA
PromaxBDA — это международная ассоциация для маркетологов, промоутеров и дизайнеров в сфере развлечения. В неё входят 10 000 человек, представляющих 70 стран. Ассоциация проводит конференции, премии, конкурсы, осуществляет публикации для своих членов, представляет возможности своих социальных сетей. PromaxBDA базируется в Лос-Анджелесе. Президентом и генеральном директором ассоциации в настоящее время является Стив Казанчян. Совет директоров состоит из крупнейших деятелей маркетинга в сфере развлечений, в настоящее время его возглавляет Скот Честейн, вице-президент Affiliate Marketing & Development, NBC Television Network. Джо Эрли, главный исполнительный директор Fox Television Group является почетным председателем.
PromaxBDA публикует ежедневная сводка новостей.